# Spiloctenia whitelyi
Spiloctenia whitelyi är en fjärilsart som beskrevs av Druce 1892. Spiloctenia whitelyi ingår i släktet Spiloctenia och familjen mätare. Inga underarter finns listade i Catalogue of Life.